# هارولد اینیس

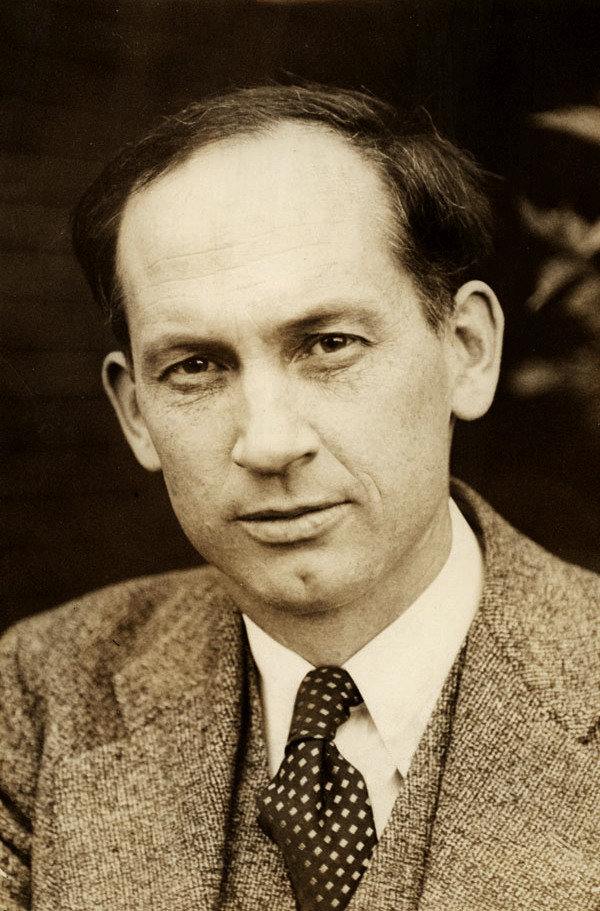
هارولد اینیس در سال ۱۹۲۰

هارولد آدامز اینیس (۱۸۹۴-۱۹۵۲)استاد کانادایی اقتصاد سیاسی در دانشگاه تورنتو بود. اینیس عمدتاً به خاطر نظریات او در حوزه تکنولوژی‌های رسانه‌ای و نقش آن‌ها در ساختن تمدن و سوگیری هر تکنولوژی به سمت ساختن نوع خاصی از تمدن مشهور است. هارولد اینیس یکی از اولین پژوهشگرانی بود که به صورت نظام‌مند رابطه میان رسانه‌های ارتباطی و اشکال مختلف ساختارهای اجتماعی را در تاریخ مطالعه کرد. اینیس در کتاب‌های امپراتوری و ارتباطات (۱۹۵۰) و سوگیری ارتباطات (۱۹۵۱) ادعا کرد که امپراتوری‌های اولیه مصر، یونان و روم بر اساس کنترل نخبگان بر واژگان نوشتاری بنیان شده بودند. او این امپراتوری‌ها را در تضاد با نظم‌های اجتماعی پیشین می‌دید که بر مبنای واژگان گفتاری بنا شده بودند. اینیس استاد مارشال مک لوهان، دیگر نظریه پرداز تکنولوژی رسانه‌ها از کانادا بوده است.

## ارتباط اینیس با مک لوهان
به سختی قابل تصور است که کسی از فلسفه رسانه صحبت کند و نامی از هارولد اینیس و مارشال مک لوهان نبرد(شاه قاسمی،۱۳۹۲). هر دوی آنها در دانشگاه تورنتو درس خواندند و استاد شدند. مک لوهان در برخی نوشته ها و جملات مشهورش از مارکس الهام گرفته بود اما بخش عمده نظریه های خود را بر مبنای عقاید اینیس بنا گذاشت که او هم از قضا کانادایی بود. اینیس در واقع استاد مک لوهان بود.
اینیس علمی تر و انتقادی تر از مک لوهان می نوشت؛ و مک لوهان عامه پسندتر از اینیس بود(شاه قاسمی،۱۳۹۲).
اینیس و مک لوهان رسانه های ارتباطی را به عنوان عصاره تمدن می شناسند و هر دو معتقدند تاریخ توسط رسانه های غالب در هر عصر و زمانی هدایت می شود. اینیس معتقد است رسانه های ارتباطی در واقع توسعه ذهن انسان هستند و علاقه اولیه و اصلی هر دوره تاریخی نوعی تعصب است که از رسانه های غالب مورد استفاده ناشی می شود. به عبارت دیگر، رسانه ها آنچه را در یک دوره تاریخی اتفاق می افتد و بااهمیت به نظر می رسد تعیین می کنند. رسانه های سنگینی نظیر پوست، خاک و گل یا سنگ تداوم زیادی دارند و بنابراین به دلیل این که این رسانه ها ارتباط را از نسلی به نسل دیگر آسان می سازند، نسبت به سنت تعصب دارند. در مقابل، رسانه هایی نظیر کاغذ سبک هستند و حمل و نقل آنها آسان است. بنابراین این نوع رسانه ها ارتباط را از مکانی به مکان دیگر آسان می سازند و باعث تشویق امپراتوری، نظام و دیوانسالاری گسترده میشوند(ثقفی 1390).